# Orthonyx kaldowinyeri
Orthonyx kaldowinyeri Boles, 1993 è un uccello passeriforme estinto della famiglia degli Orthonychidae.

## Etimologia
Il nome scientifico della specie, kaldowinyeri, significa "di molto tempo fa" in lingua Yaralde, in riferimento al fatto che questi uccelli rappresentano la specie più antica della propria famiglia finora rinvenuta.

## Descrizione
Gli unici resti finora rinvenuti di questi uccelli sono dei femori fossili, dai quali si evince sia la loro appartenenza agli Orthonychidae (le cui peculiari abitudini di ricerca del cibo richiedono una conformazione unica delle zampe e del bacino) che le loro piccole dimensioni,

## Biologia
In base all'affinità nella conformazione delle ossa delle zampe, si ha motivo di ritenere che Orthonyx kaldowinyeri fosse come le sue controparti odierne un uccello principalmente terricolo, che si nutriva di insetti e piccoli invertebrati rinvenuti raspando il terreno con le forti e lunghe zampe con un caratteristico movimento laterale delle stesse, unico dei corriceppi.

## Distribuzione e habitat
I resti di questi uccelli, risalenti al Chattiano ed al Miocene, sono stati rinvenuti nel sito fossilifero di Riversleigh, nel Queensland nord-occidentale: essendo i corriceppi attuali abitatori della foresta pluviale ed essendo presenti nei giacimenti altre specie tipiche di questo ambiente, si ha motivo di supporre che Orthonyx kaldowinyeri fosse anch'esso un abitatore della foresta con denso sottobosco, che nel periodo in cui visse questo uccello stava andando incontro alla trasformazione in un habitat a sclerofillo.